# İsmail Kaşıkçı
İsmail Kaşıkçı (* 1. September 1952 in Denizli) ist ein türkischer Elektrotechnik-Ingenieur.

## Leben
İsmail Kaşıkçı studierte an der Hochschule Darmstadt Elektrische Energietechnik und Datentechnik, ferner an der Technischen Universität Darmstadt und der Brunel University London Mikroelektronik. Nach einem Forschungsdoktorat zum Ph.D. an der britischen Brunel University wurde er mit der These A new method for power quality improvement promoviert. Anschließend war er drei Jahre lang für die Firma ABB in Mannheim in der Planung und Projektierung von Elektroanlagen tätig und beschäftigte sich mit der Entwicklung von mikroelektronischen Schaltkreisen (ASICs). Die nächsten Jahre arbeitete er im Bereich Mikroelektronik und Chipdesign bei der Firma ITT. Seit 1992 hält er Vorlesungen über IEC-, EN- und VDE-Normen und ähnliche Themen beim Verband der Elektrotechnik, Elektronik und Informationstechnik (VDE) in Frankfurt und an der Technischen Akademie Esslingen (TAE).
Kaşıkçı unterrichtete über mehrere Jahre zum Thema Normen an Technischen Hochschulen und hielt Vorlesungen zur Energieverteilung als Dozent an der Fachhochschule Mannheim. Am 1. März 2002 wurde er als Professor an die Fakultät für Gebäudeklimatik der Hochschule Biberach berufen. Hier hielt er Vorlesungen zur Elektrotechnik, Energieversorgung und Netze sowie Regenerative Energiesysteme.
Bei seinen wissenschaftlichen Studien beschäftigt er sich unter anderem mit Solarenergie und Windkraftanlagen. Er engagiert sich sowohl im Verein Deutscher Ingenieure (VDI) als auch in der Normungsarbeit in der Türkei und ist Mitglied von VDE und des IEEE. Als wissenschaftlicher Gutachter ist er in der Redaktion der Zeitschrift Power and Energy Systems tätig.
Er hat zahlreiche wissenschaftliche Arbeiten veröffentlicht.

## Schriften
- Projektierung von Niederspannungsanlagen (= de-Fachwissen) Hüthig & Pflaum, München / Heidelberg / Berlin 2000, ISBN 3-8101-0131-1.
- Kompendium Planung von Elektroanlagen. 1. Auflage, Springer Verlag, Berlin 16. November 2000, ISBN 3-540-66290-1, doi:10.1007/978-3-642-56783-4.
- Short Circuit in Power Systems, A Practical Guide to IEC 60909. Wiley-VCH, Weinheim 2002, ISBN 3-527-30482-7 (mit Kalkulationssoftware auf CD-ROM).
- Projektierung von Niederspannungs- und Sicherheitsanlagen. 2., bearbeitete und erweiterte Auflage. Hüthig & Pflaum, München / Heidelberg 2003, ISBN 3-8101-0161-3.
- Analysis and Design of Low-Voltage Power Systems. An Engineer’s Field Guide. Wiley-VCH, Weinheim 2004, ISBN 3-527-30483-5, doi:10.1002/352760233X (mit CD-ROM).
- Kurzschlussstromberechnung in elektrischen Anlagen, …. 2., neu bearbeitete und erweiterte Auflage, Expert-Verlag, Renningen 2005, ISBN 3-8169-2374-7 (mit CD-ROM).